# Förseelse
|  | Wiktionary har en ordboksartikel om förseelse. |

En förseelse är ett brott med ringa straffvärde.

## I Sverige
I Sverige betecknas brott som i praktiken har böter som lägsta straffvärde som förseelser.
Förseelser leder ofta inte till åtal, utan behandlas genom strafföreläggande eller ordningsbot.